# Devin Vassell
Devin Vassell (* 23. August 2000) ist ein US-amerikanischer Basketballspieler, welcher seit 2020 bei den San Antonio Spurs in der National Basketball Association (NBA) unter Vertrag steht. Vassell ist 1,96 Meter groß und läuft meist als Small Forward auf. Er wurde im NBA-Draft 2020 von den Spurs an 11. Stelle ausgewählt.

## Laufbahn
Sein Vater Andrew spielte 1983 und 1984 Basketball an der Stony Brook University. Vassell begann im Alter von sechs Jahren mit dem Basketballsport, als Schüler gehörte er bis 2018 der Mannschaft der Peachtree Ridge High School in Suwanee (Bundesstaat Georgia) an. Der zwei Meter große Flügelspieler wechselte an die Florida State University. Dort verbuchte er in der Saison 2018/19 4,5 Punkte je Begegnung. Im Spieljahr 2019/20 steigerte er diesen Wert auf 12,7. Des Weiteren kam er auf 5,1 Rebounds pro Partie und erreichte damit den Mannschaftshöchstwert. Zu Vassells Stärken gehören die Verteidigungsarbeit, seine athletische Spielweise sowie seine Wurfauswahl und Treffsicherheit.
Er beendete seinen Hochschulaufenthalt im Anschluss an die Saison 2019/20 vorzeitig und kündigte im März 2020 an, im selben Jahr am Draftverfahren der NBA teilnehmen zu wollen. Er landete letztlich bei den San Antonio Spurs, die Texaner riefen Vassell an elfter Stelle des Talentauswahlverfahrens auf.

## Karriere-Statistiken
| Legende | Legende                                        | Legende | Legende                                                     | Legende | Legende                                          |
| ------- | ---------------------------------------------- | ------- | ----------------------------------------------------------- | ------- | ------------------------------------------------ |
| GP      | Absolvierte Spiele (Games played)              | GS      | Spiele von Beginn an (Games started)                        | MPG     | Absolvierte Minuten pro Spiel (Minutes per game) |
| FG%     | Wurfquote aus dem Feld (Field-goal percentage) | 3P%     | Wurfquote Drei-Punkte-Würfe (3-point field-goal percentage) | FT%     | Freiwurfquote (Free-throw percentage)            |
| RPG     | Rebounds pro Spiel (Rebounds per game)         | APG     | Assists pro Spiel (Assists per game)                        | SPG     | Steals pro Spiel (Steals per game)               |
| BPG     | Blocks pro Spiel (Blocks per game)             | PPG     | Punkte pro Spiel (Points per game)                          | FETT    | Karriere-Bestmarke                               |

### NBA

#### Hauptrunde
| Saison  | Team        | GP  | GS  | MPG  | FG % | 3P % | FT % | RPG | APG | SPG | BPG | PPG  |
| ------- | ----------- | --- | --- | ---- | ---- | ---- | ---- | --- | --- | --- | --- | ---- |
| 2020–21 | San Antonio | 62  | 7   | 17.0 | .406 | .347 | .843 | 2.8 | 0.9 | 0.7 | 0.3 | 5.5  |
| 2021–22 | San Antonio | 71  | 32  | 27.3 | .427 | .361 | .838 | 4.3 | 1.9 | 1.1 | 0.6 | 12.3 |
| 2022–23 | San Antonio | 38  | 32  | 31.0 | .439 | .387 | .780 | 3.9 | 3.6 | 1.1 | 0.4 | 18.5 |
| 2023–24 | San Antonio | 68  | 62  | 33.1 | .472 | .372 | .801 | 3.8 | 4.1 | 1.1 | 0.3 | 19.5 |
| Gesamt  | Gesamt      | 239 | 133 | 26.9 | .444 | .369 | .809 | 3.7 | 2.5 | 1.0 | 0.4 | 13.6 |